# Thienemanniella emarginata
Thienemanniella emarginata är en tvåvingeart som beskrevs av Jean-Jacques Kieffer 1925. Thienemanniella emarginata ingår i släktet Thienemanniella och familjen fjädermyggor.
Artens utbredningsområde är Frankrike. Inga underarter finns listade i Catalogue of Life.